# 1897 az irodalomban
Az 1897. év az irodalomban.

## Megjelent új művek
- Maurice Barrès francia író: Les Déracinés (Kitépett sarjak), a Le Roman de l’énergie nationale című regénytrilógia első kötete[1]
- Joseph Conrad elbeszélése: The Nigger of the 'Narcissus' (A „Narcissus” négere)
- Anton Csehov elbeszélései: 
  - Parasztok (Мужики)
  - Szekéren (На подводе)
  - A honi fészekben (В родном углу)
- Theodor Fontane életében utolsóként – folytatásokban: 1897/98 – megjelent regénye: Der Stechlin (A tóparti kastély)
- Ángel Ganivet spanyol író, diplomata művei:
  - Idearium español (A spanyol világszemlélet), esszé
  - La conquista del reino Maya por el último conquistador español Pío Cid (A Maya Birodalom meghódítása Pío Cid, az utolsó spanyol hódító által), regény[2]
- André Gide: Les Nourritures terrestres (Földi táplálék), regény vagy prózában írt hosszú költemény
- Henry James amerikai származású angol író regénye: Maisie tudja (What Maisie Knew)
- Selma Lagerlöf: Az Antikrisztus csodái (Antikrists mirakler)[3]
- Rudyard Kipling regénye: Captains Courageous (Vitéz kapitányok)
- William Somerset Maugham regénye: Lambeth-i Liza (Liza of Lambeth)
- Bolesław Prus regénye könyv alakban: A fáraó (Faraon)
- Stanisław Przybyszewski lengyel költő, író, drámaíró németül (Satanskinder) és lengyelül (Dzieci szatana, A sátán gyermekei) kiadott műve
- Bram Stoker ír szerző regényével, a Draculával megteremti a híres vámpír figuráját
- August Strindberg önéletrajzi kötete: Inferno
- Jules Verne regénye: Jégszfinx (Le Sphinx des glaces)
- Ethel Lilian Voynich ír szerző regénye: Bögöly (The Gadfly)
- H. G. Wells angol író regénye: A láthatatlan ember (The Invisible Man)

### Költészet

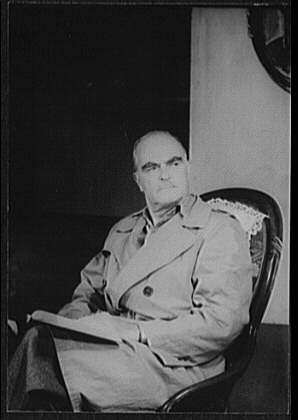
Thornton Wilder

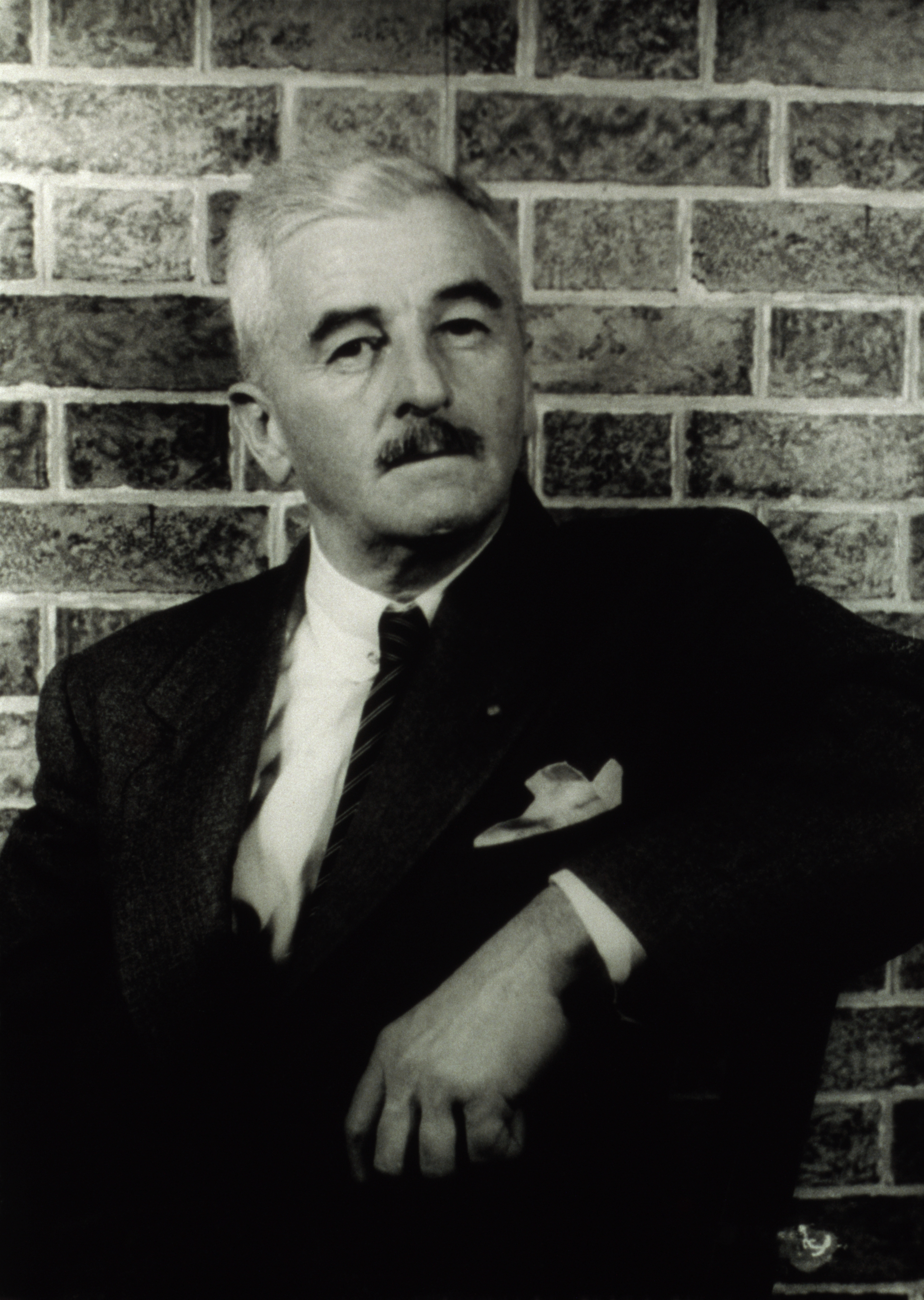
William Faulkner

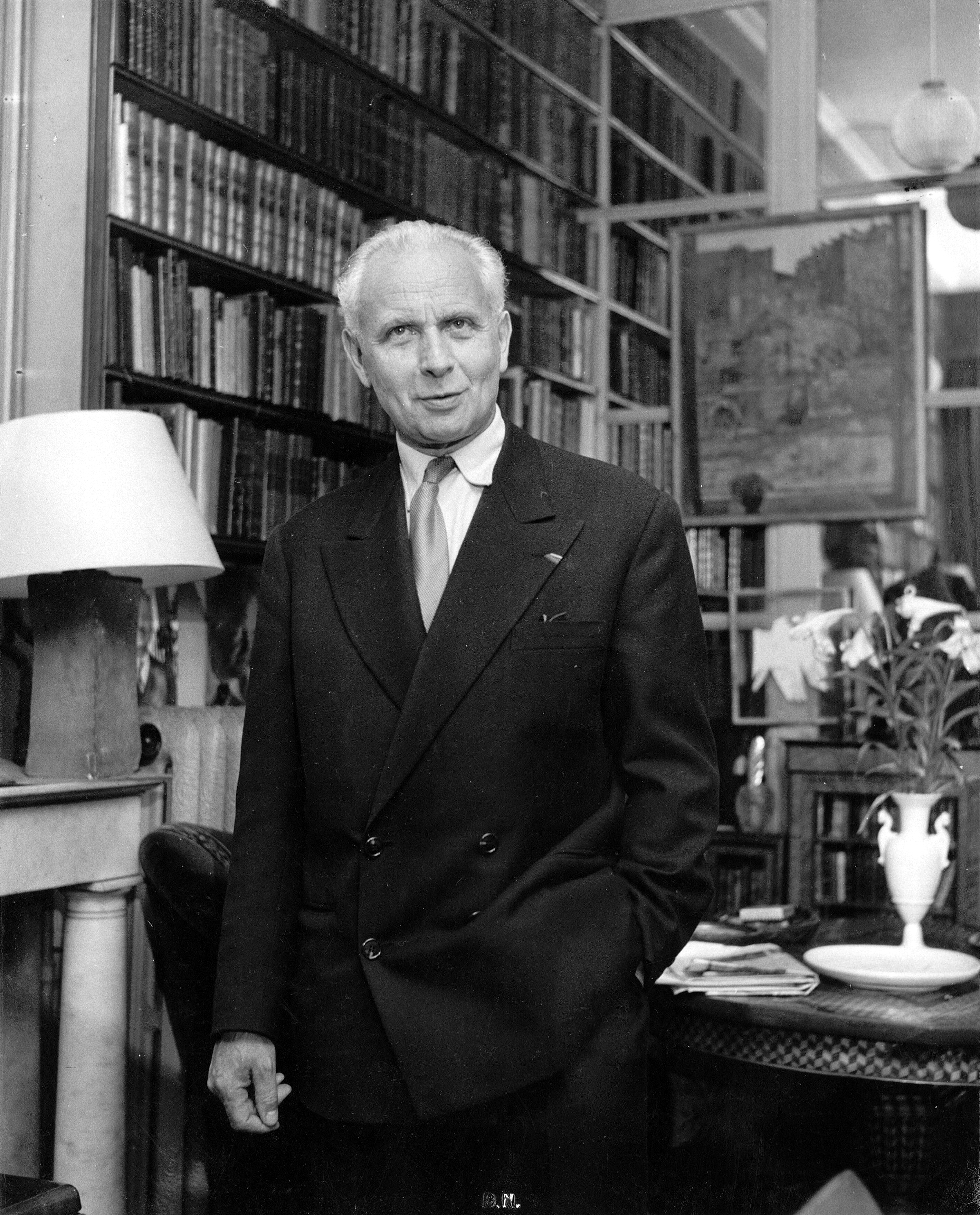
Louis Aragon

- Stéphane Mallarmé költeménye: Un coup de dés jamais n’abolira le hasard (Egy kockavetés soha nem törli el a véletlent)

### Dráma
- Anton Csehov: Színművek (Пьесы) című kötete. Korábban már publikált színpadi műveivel együtt ebben jelenik meg először a Ványa bácsi (Дядя Ваня), dráma négy felvonásban; bemutatója 1899. október 26-án Moszkvában[4]
- Edmond Rostand népszerű színdarabja, a Cyrano de Bergerac bemutatója december végén
- G. B. Shaw színműve:
  - A sors embere (The Man of Destiny), bemutató júliusban
  - Az ördög cimborája (The Devil's Disciple); bemutató

### Magyar nyelven
- Megjelenik Kiss József költeményeinek illusztrált díszkiadása
- Mikszáth Kálmán: A gavallérok. Ne okoskodj Pista (elbeszélések)
- Tolnai Lajos regénye: A grófné ura
- Rákosi Viktor: Polgárháború (regény, a képviselőválasztások szatirikus rajza)
- Bayer József: A magyar drámairodalom története: a legrégibb nyomokon 1867-ig

## Születések
- január 6. – Veres Péter író, politikus († 1970)
- január 16. – Valentyin Katajev orosz, szovjet író († 1986)
- április 17. – Thornton Wilder amerikai író, esszéista, drámaíró († 1975)
- augusztus 10. – Fábry Zoltán író, kritikus († 1970)
- augusztus 11. – Enid Blyton angol írónő († 1968)
- augusztus 20. – Tarjei Vesaas norvég költő, író († 1970)
- szeptember 20. – Tamási Áron író, színműíró, az Ábel regény-trilógia szerzője († 1966)
- szeptember 24. – Sinka István költő, író († 1969)
- szeptember 25. – William Faulkner († 1962)
- október 3. – Louis Aragon francia költő, író, esszéista, műfordító, kritikus († 1982)
- november 26. – Kahána Mózes erdélyi magyar költő, novellista († 1974)

## Halálozások
- május 7. – Vajda János költő (* 1827)
- augusztus 8. – Jacob Burckhardt svájci kultúr- és művészettörténész (* 1818)
- december 17. – Alphonse Daudet (* 1840)